# Stellaria filicaulis
Stellaria filicaulis là loài thực vật có hoa thuộc họ Cẩm chướng. Loài này được Makino miêu tả khoa học đầu tiên năm 1901.